# Шуг Найт
Меріон Х'ю «Шуг» Найт-молодший (англ. Marion Hugh «Suge» Knight, Jr.; нар. 19 квітня 1965, Комптон, Каліфорнія, США) — засновник, співзасновник і колишній генеральний директор Death Row Records, на якому випускалися такі зірки хіп-хопу, як 2Pac, Dr. Dre, Snoop Dogg, Outlawz та Tha Dogg Pound.

## Молодість
Меріон Х'ю Найт-молодший народився в Комптоні, Каліфорнія. Його прізвисько «Suge» (Цукор), з'явилося ще в дитинстві, коли його звали «Sugar Bear» (Цукровий ведмідь). Навчався в середній школі Лінвуд, де був зіркою команд з американського футболу та бігу. Складався в банді Mob Piru. 1983 року закінчив школу. З 1983 по 1985 роки був на футбольній стипендії коледжу Ель Каміно. В 1985 перейшов в Університет Невади, Лас-Вегас і грав там протягом двох років.
Після коледжу Найт не був обраний командами НФЛ, але був обраний під час тренувального табору Лос-Анджелес Ремс. У підсумку Найт провів за «Ремс» два матчі в сезоні 1987 року. Пізніше він знайшов роботу концертного промоутера і охоронця багатьох знаменитостей, включаючи Боббі Брауна.
Найта заарештували у жовтні 1987 року за домашнє насильство — він напав на свою подругу. Того ж року Шуга заарештували у хелловінську ніч у Лас-Вегасі за викрадення автомобіля, незаконне носіння зброї та замах на вбивство. Він, ймовірно, стріляв у людину три рази, в момент крадіжки його автомобіля. Найт визнав себе винним та отримав два роки випробувального терміну.
Через два роки Найт заснував своє власне музичне видавництво. Свою першу велику прибуток у музичному бізнесі він отримав, коли Vanilla Ice (Роберт ван Вінкл) погодився передати ліцензійні платежі від хіта «Ice Ice Baby», за те що пісня включала матеріал, написаний клієнтом Найта Маріо Джонсоном. Найт та його охоронці кілька разів нападали на Ван Вінкла. В одному випадку Найт увійшов у готельний номер Ван Вінкла і, ймовірно, звісив його вгору ногами з балкона. Ванніла Айс сказав, що Найт загрожував скинути його з балкона.
Пізніше Найт сформував компанію, що управляє правами артистів і підписав відомих хіп-хоп артистів Західного узбережжя DJ Quik і The D.O.C. Також він познайомився з кількома членами гангста-реп групи N.W.A.

## Death Row Records
Доктор Дре і The D.O.C. хотіли піти з N.W.A. і лейбла Ruthless Records, керованого Eazy-E, іншого члена N.W.A. За словами менеджера N.W.A. Джеррі Хеллера, Найт та його друзі загрожували йому та Eazy-E свинцевими трубами та бейсбольними битами, з метою змусити їх розірвати контракти з Дре, D.O.C. та Michel'le. Зрештою Дре і D.O.C. стали співзасновниками Death Row Records в 1991 році разом з Найтом, який поклявся зробити з лейбла «Motown 90-х» (Motown Records — перша звукозаписна компанія, створена афроамериканцем ще наприкінці 50-х).
Спочатку Найт втілив свої амбіції: він уклав угоду про дистрибуцію з Interscope Records та сольний дебютний альбом Доктора Дре The Chronic, який вийшов у 1992 році, став тричі платиновим до кінця 1993 року. Це також зробило кар'єру протеже Дре Снуп Доггу, дебютний альбом якого Doggystyle став чотири рази платиновим у 1994 році.
Тим часом Death Row почала публічну ворожнечу з лідером 2 Live Crew Лютером Кемпбеллом, і коли Найт поїхав до Маямі на хіп-хоп конвенцію в 1993 році, він був помічений відкрито несучою вкрадену зброю. Наступного року він відкрив приватний нічний клуб «Club 662» у Лас Вегасі, в який пускали лише за записом. У 1995 він зіткнувся з активісткою Делорес Такер, чиї звинувачення Death Row у популяризації «генгста» способу життя, можливо, допомогли зірвати прибуткову угоду з Time Warner.

### 2Pac, MC Hammer, Dr. Dre та Death Row Label
Ворожнеча Найта з імпресаріо Східного узбережжя Шоном Комбсом (відомого тоді Puff Daddy) посилилася, коли Найт образив засновника лейблу Bad Boy Records на врученні премії журналу The Source у серпні 1995 року. Найт відверто звинуватив Комбса в тому, що той бере участь у всіх піснях артистів свого лейблу і з'являється у всіх їхніх кліпах. Найт оголосив аудиторії: «Будь-хто, хто хоче записувати пісні і хоче залишатися зіркою, але не хоче хвилюватися про виконавчого продюсера, який намагається бути у всіх ваших кліпах, записах та танцях, приходьте в Death Row».
У тому ж році Найт запропонував виплатити заставу (1,4 мільйона доларів) за Тупака Шакура, якщо репер погодиться підписати контракт з Death Row. Шакур погодився.
MC Hammer підписав контракт з Death Row у 1995 році після успіху свого торішнього альбому The Funky Headhunter. Цього ж року з лейблом підписав контракт Тупак Лейбл не випускав альбом Хаммера Too Tight, у той час як у нього був контракт з ними, версії деяких треків він випустив на його наступному альбомі. Однак Хаммер робив записи з Тупаком та іншими, перш за все пісня «Too Late Playa» (у якій також взяли участь Big Daddy Kane і Danny Boy). Після смерті Тупака в 1996 Хаммер покинув лейбл. Пізніше він пояснив своє занепокоєння з приводу цього в інтерв'ю Trinity Broadcasting Network, оскільки він був у Лас-Вегасі з Тупаком у ніч його смерті.
Хаммер випустив пісню Тупака «Unconditional Love» на своєму альбомі Family Affair у 1998 році. Дружба між Хаммером, Тупаком і Шугом була показана у телевізійному фільмі «Too Legit: MC Hammer Story» на VH1 в 2001 році.
Лейбл переніс основний удар, коли Доктор Дре, засмучений дедалі більшою бандитською репутацією компанії, вирішив піти і створити свій лейбл. Після виходу пішло кілька дисів на Дре.

### Вбивства Тупака та The Notorious B.I.G.: теорія про причетність Найта
Замах на Тупака Шакура було скоєно 7 вересня 1996 року в Лас-Вегасі, через шість днів він помер у лікарні. Коли основний конкурент Шакура зі Східного узбережжя The Notorious B.I.G. (aka Biggie Smalls) був убитий подібним способом у березні 1997 року, виникло припущення, що Найт був причетний до смерті Біггі і вбивство було помстою за Тупака. Колишні артисти Death Row такі як Снуп Догг пізніше заявили, що Шуг був також залучений і до вбивства Тупака.
Популярне уявлення, що Шуг Найт винний у вбивствах Біггі та Тупака було твердженням екс-детектива Рассела Пула, теорія якого надихнула письменника Ренделла Саллівана та режисера Ніка Брумфілда. Здогад був у тому, що Найт замовив Тупака перш ніж той зміг піти з Death Row, а потім задумав убити Біггі, щоб відвести від себе підозри у вбивстві Тупака. За хитромудрої теорії вбивства Біггі підозри в змові з метою вбити і покрити вбивство Біггі падали на Шуга Найта, продажного поліцейського Девіда Мека, брокера Аміра Мухаммада (який ніколи не мав проблем із законом), начальника поліції та поліцію Лос-Анджелеса. «Теорія Біггі» сформувала основу судового процесу сім'ї Уоллеса проти Лос-Анджелеса. Ключовим джерелом теорії Пула був Кевін Хекі. Хекі, колишній партнер Death Row, сказав, що він знав про зв'язок між Найтом, Меком і передбачуваними продажними поліцейськими. Його інформація використовувалася сім'єю Уоллеса в їхньому позові на 500 мільйонів доларів проти міста Лос-Анджелес через смерть Біггі. Але пізніше Хекі сказав Чаку Філіпсу, що юристи Уоллеса змінили його звинувачення. У 2010 році позов сім'ї Уоллеса було відхилено.
Історія, розказана Філіпсом в 2005 році показує, що інше головне джерело теорії Пула-Саллівана про вбивство Біггі, який звинувачує Аміра Мухаммада, Девіда Мека, Шуга Найта та поліцію Лос-Анджелеса був шизофреником, відомим як «Психопат Майк», який пізніше і провалах у пам'яті, а також у помилковій ідентифікації Аміра Мухаммада, як центральної фігури в теорії Пула-Саллівана.
Приблизно в той же час вийшла теорія Пула-Саллівана про вбивство Тупака (також залучає Найта), оскільки в 2002 році в Los Angeles Times було опубліковано розповідь слідчого Чака Філіпса під назвою «Хто вбив Тупака Шакура?», за який він одержав Пулітцерівську премію. В оповіданні розповідається про річне розслідування, яке відновлює вбивство Тупака Шакура і події, що призвели до нього. Розповідь була заснована на поліцейських показаннях під присягою та судових документах, а також на інтерв'ю зі слідчими, свідками злочину та членами Southside Crips, які раніше ніколи не обговорювали вбивство поза бандою.

Докази, зібрані Філіпсом, показали, що «стрілянина велася бандою з Комптона Southside Crips, з метою помсти за побиття одного з його учасників Шакуром декількома годинами раніше. Орландо Андерсон, на якого напав Шакур, зробив фатальні постріли. Поліція Лас-Вегаса не розглядала Андерсона як підозрюваного і лише коротко допитала його. Пізніше він був убитий у непов'язаній із цією справою перестрілці». У статті було багато музичних постатей Східного узбережжя, включаючи Біггі Смоллза, друзі Шакура на той час стверджували, що він заплатив за зброю. Перед своїми смертями Андерсон, Біггі та його сім'я заперечували будь-яку роль у вбивстві Шакура. Сім'я Біггі представила документи, які повинні були довести, що репер був у Нью-Йорку та Нью-Джерсі під час вбивства Тупака. New York Times назвав документи неповними:
«Документи — це три роздруковані сторінки з батьківського будинку, які вказують, що Уоллес був днем у студії на записі пісні „Nasty Boy“, коли стріляли у Шакура. Але ніщо не вказує на те, коли були створені ці документи. Звукорежисер Луї, перерахований на аркушах, сказав в інтерв'ю, що пам'ятає, що робив запис пісні з Воллесом на нічній сесії, а не протягом дня. Він не міг згадати дату сесії, але сказав, що це було певно не в ніч, коли стріляли в Шакура. Ми почули б про це, сказав містер Альфред».
У документальному фільмі «Тупак Шакур: Перш ніж я прокинуся» охоронець Тупака та письменниця Кеті Скотт сказали, що Найт не зайняв місце в машині, через яке пройшли кулі, бо знав про напад і з якого боку стрілятимуть.
Розслідування вбивства Біггі Смоллза 2006 року, очолюване детективом Грегом Кедінгом, повернулося до вбивства Тупака та підтверджених результатів Чака Філіпса. У своїй книзі 2011 року «Вбивця Реп» детектив Кедінг повідомив про розмову з членом банди Crips Дуейном «Keefe D» Девісом, який зізнався в поїздці в автомобілі, з якого стріляли в Тупака. Як зазначав Чак Філіпс у своїй раніше статті в «Los Angeles Times», Crips запропонували мільйон доларів партнери «Bad Boy Records» за вбивство Тупака. Кедінг, який підозрював Шона Комбза як учасника змови, додав, що винагороду пропонували також і за вбивство Шуга Найта, твердження, яке Філіпс ніколи не коментував.
Після смерті Тупака вийшов альбом Снуп Догга Tha Doggfather, в якому він відверто звинуватив Шуга Найта у вбивстві Шакура і вирішив залишити лейбл, спочатку перейшовши на No Limit Records, що належить Master P, а пізніше створив свій власний лейбл Doggystyle Records. У 2002 році Снуп випустив пісню «Pimp Slapp'd», в якій він критикував Шуга та Death Row. У 2006 році Снуп знову напав на Найта усно, звинувачуючи його у смерті Тупака, на що Шуг відповів, що Снуп є «поліцейським інформатором», тому що він «ніколи не потрапляє до в'язниці».

### Кінець Death Row Records
4 квітня 2006 року Шуг Найт оголосив про банкрутство через судовий процес у цивільній справі проти нього, в якому Лідія Харріс стверджувала, що була обдурена Death Row Records. Суд зобов'язав Найта виплатити Харріс 107 мільйонів доларів. При допиті кредиторами він заперечував, що зберігає гроші в зарубіжних країнах або в африканській компанії, яка має справу з алмазами та золотом. Подані на банкрутство документи показали, що Найт не мав доходу цього року з бізнес-операцій. Згідно з фінансовими звітами, на його банківському рахунку було всього 12 доларів, і він володів одягом вартістю 1,000 доларів, меблями та приладами — 2,000 і коштовностями — 25,000. Адвокат Найта сказав, що його клієнт все ще залишається біля керма Death Row. Харріс сказала репортерам, що вона отримала оплату в розмірі 1 мільйона доларів, але не погодилася вирішити питання. «Я говорю вам, я не згодна на врегулювання за 1 мільйон. Це смішно. Давайте будемо серйозні», — сказала вона.
Найт пропустив зустріч зі своїми кредиторами після того, як отримав пошкодження внаслідок аварії. Інша запланована зустріч із кредиторами була пропущена після того, як Шуг сказав, що пережив смерть у своїй сім'ї. Нарешті 7 липня 2006 року федеральний суддя Еллен Керол оголосила довіреній особі Найта про банкрутство Death Row, сказавши, що студія звукозапису зазнала невмілого керівництва.
Він подав апеляцію, посилаючись на 11 главу Кодексу США про банкрутство, яка дозволяє компанії продовжувати ділові операції під час реорганізації після банкрутства. Death Row управлялася Нільсоном під час конкурсного виробництва, тоді як Найт спостерігав за своїм банкрутством як боржник.
У червні 2007 року він виставив свій будинок із сімома спальнями в Малібу за 6,2 мільйонів доларів. Маєток було продано у грудні 2008 року в суді у справах про банкрутство за 4,56 мільйона.
У червні 2008 року він продав Death Row нью-йоркської компанії «Global Music Group».
25 січня 2009 був проведений аукціон всього знайденого в офісі Death Row після того, як компанія оголосила про банкрутство, включаючи деякі особисті речі Найта. Знаменитий електричний стілець Death Row був проданий за 2,500 доларів. Деякі особисті речі Найта з'явилися на аукціоні під час дебютного епізоду реаліті-шоу «Складські війни» та сховище, повне речей (включно з пальтом) було куплено Баррі Вайсом.

## Особисте життя та неприємності із законом
В 1996 Найта посадили у в'язницю на випробувальний термін. У лютому 1997-го його засудили до дев'яти років за порушення. Звільнений 6 серпня 2001 року.
2003 року його знову посадили у в'язницю за порушення достроково-умовного звільнення, коли він ударив працівника паркування. Прибуток Death Row швидко зменшився через позбавлення волі Найта. Йому вдалося врятувати себе від повного банкрутства, випускаючи заархівовані альбоми-компіляції Снуп Догга та посмертні альбоми Тупака. Незважаючи на підписання нових артистів, Шуг так і не випустив жодного їхнього альбому.
У 2006 році Найт був зайнятий розбірками з колишнім другом та екс-партнером Снуп Доггом після того, як Снуп образив його в Rolling Stone.
10 травня 2008 року Найта було побито біля нічного клубу в Голлівуді через грошову суперечку. Його били протягом 3-х хвилин, Шуг був доставлений до лікарні, і за повідомленнями не співпрацював із поліцією.
27 серпня 2008 року Найт був заарештований за зберігання наркотиків та звинувачений у нападі за обтяжливих обставин після відвідування стрипклубу Лас Вегаса. Коли поліція прибула на місце, Найт бив свою подругу та розмахував ножем. У звітах також стверджується, що він знаходився під впливом екстазі та гідрокодону. З 31 жовтня поліція та обвинувачі не могли зв'язатися з Айзеком, і жодних формальних звинувачень Найту не було пред'явлено, а 5 грудня з Найта було знято всі звинувачення. Повірений Найта Девід Чеснофф сказав, що у судового переслідування були «проблеми розкриття та проблеми свідка». Обвинувач Сьюзен Бенедікт відмовилася від коментарів. Коли Найта запитали про позитивний вердикт, він відповів, що «Бог — це добре! Щасливих свят!».
Як частина вимоги банкрутства, 30 жовтня 2008 року Шуг також подав позов проти Каньє Веста та його партнерів. Судовий процес стосується стрілянини в серпні 2005 року на вечірці Веста перед «Video Music Awards», де Найт отримав вогнепальне поранення в стегно. Позов пред'явлений за моральну та фізичну шкоду, спричинену стріляниною, лікарняні витрати, втрату доходу та крадіжку 15-каратової (трьохграмової) алмазної сережки за 147,000 доларів.
В даний час не одружений, у Найта п'ятеро дітей — Тадж (21 рік), Еріон (19 років), Джейкоб (17 років), Соса (10 років) і Баілія (8 років).
У січні 2015 року Найта заарештували. Повідомляється, що 29 січня, у четвер, близько третьої години дня за місцевим часом він збив на пікапі двох людей. Один із них пізніше помер у шпиталі, другий вижив, але отримав поранення. Убитим був Террі Картер, співзасновник Heavyweight Records та друг Найта, другий — Кле Слоан, режисер. Інцидент стався в Комптоні, Каліфорнія, поряд зі знімальним майданчиком фільму «Голос вулиць». За повідомленнями свідків, вони під'їхали до найближчої їдальні, де сперечалися. Якоїсь миті суперечка загострилася і, як повідомляє поліція, після цього Найт сів у свій пікап і збив їх. У п'ятницю вранці Найт сам прийшов до однієї з поліцейських дільниць Лос-Анджелеса, де його затримали. Джеймс Блатт, адвокат Найта, повідомив, що Найт не мав намірів вбивати когось, він випадково збив їх, намагаючись втекти з місця конфлікту.
21 вересня 2018 року Шуг Найт був засуджений у сумі до 28 років позбавлення волі, повідомляє «Associated Press». Колишній глава Death Row відмовився заперечувати звинувачення у вбивстві, скоєного в стані афекту, внаслідок чого отримав 22 роки ув'язнення. Додаткові 6 років Шуг отримав через порушений «закон трьох помилок», за яким суд має право засудити людину до тривалого тюремного строку за три скоєні в минулому злочини.

## Фільми
- Документальний фільм Антуана Фукуа «Американська мрія/Американський кошмар» (англ. American Dream/American Knightmare) (2018).